# 江戶重通
江戶重通，日本戰國時代及安土桃山時代的武將、大名。常陸江戶氏9代當主。常陸國水戶城主。常陸江戶氏為常陸的國人眾。藤原北家魚名流藤原秀鄉之後裔・川野邊氏支流那珂氏的旁系。

## 生涯
弘治2年（1556年）誕生，為江戶通政的嫡男。
永祿10年（1567年），父親通政病死後繼任家督。此時北条氏政在關東地區的勢力漸漸擴大，但觸角未伸及常陸，重通以佐竹義重的半從屬的形式，共同對抗北条軍的侵攻。永祿13年/元龜元年（1570年）元服。「重」字是拜領佐竹義重的偏諱而來。
天正3年（1575年），江戶氏對於其保護下的真言宗，許可其僧侶穿著絹衣。然而，這與當時朝廷對於僧侶的服装規定不符。對此，正親町天皇及織田信長均派遣使者前來問罪。重通反而利用這個契機，向朝廷及信長推薦自己。翌年8月4日，順利敘任從五位下・但馬守（絹衣相論）。
然而，來自北条軍的攻勢愈來愈激烈，天正6年（1578年），重通向後北条氏降伏，雙方達成和睦。後來重通開始討伐大掾氏及鹿島氏，天正15年（1587年）成功壓制鹿島郡，天正16年（1588年），在佐竹義重援軍的協助下，成功降伏大掾清幹。
這種激烈的領土擴大路線，也加重了家臣的負擔，導致神生氏等家臣團離反，更使得家中分裂，江戶氏勢力急速衰退。天正18年（1590年），由於未參與豐臣秀吉的小田原征伐，秀吉賞賜佐竹義宣常陸54萬石，同年12月19日將重通自居城水戶城予以追放，重通投靠結城晴朝。
慶長3年（1598年）死去。享年43歲。重通之子水戶宣通仕於越前國的結城秀康。